# Beppo Levi
Beppo Levi   (Torí, 14 de maig de 1875 - Rosario, 18 d'agost de 1961) va ser un matemàtic italià, que va viure a l'Argentina els darrers anys de la seva vida.

## Vida i obra
El pare de Beppo Levi, era un advocat de Torí que havia escrit alguns llibres de temàtica social i política. La família era jueva i Beppo era el quart de deu germans i el més gran dels que van sobreviure a la infància. El 1892 va començar els seus estudis de matemàtiques a la universitat de Torí en la qual va tenir com a professors D'Ovidio, Peano, Volterra, Pieri i Corrado Segre; aquest últim va ser el seu director de tesi per a l'obtenció del doctorat l'any 1896.
Els tres anys següents va ser assistent de Luigi Berzolari a la universitat de Torí, però en morir el seu pare va haver de buscar feines millor retribuïdes per mantenir la família que havia quedat al seu càrrec com germà gran, Per això els anys següents va ser professor de secundària de diversos instituts a Sassari, Bari, Vercelli, Bobbio i Piacenza, fins al 1906 en que va guanyar per concurs la càtedra de geometria projectiva de la universitat de Càller (Sardenya). En aquesta època es va casar i el matrimoni es va instal·lar a Sardenya, tot i que la seva dona va tenir dificultats d'adaptació. El 1910 es van traslladar a Parma on, malgrat la reduïda dimensió de la seva facultat de ciències, va formar realment la seva família amb el naixement dels seus tres fills. El 1928, la universitat de Parma va decidir tancar la facultat de ciències (de la qual Levi era el degà) i es va traslladar a la universitat de Bolonya oer fer-se càrrec de la seva nova càtedra, en un ambient intel·lectual molt més estimulant que el de Parma.
A Bolonya la seva activitat docent va ser més intensa, però també més satisfactòria per la seva tradició universitària. Mentre era a Bolonya va ser escollit membre de l'Accademia dei Lincei (1935) i va ser editor del Bolletino de la Unió Matemàtica Italiana. Però el 1938 va ser despatxat en virtut de les lleis racials italianes.
El 1939, amb 64 anys, va emigrar a l'Argentina, acceptant la proposta del rector de la Universidad del Litoral, Cortés Pla, per dirigir el nou institut de matemàtiques que es creava a la ciutat de Rosario. Només arribar es va trobar amb el jove matemàtic català, també exiliat, Lluís Santaló, amb qui l'unirà una bona amistat. Tot i que, en acabar la guerra, se li va oferir una càtedra a Itàlia, va continuar tota la seva vida acadèmica a Rosario, on va morir el 1961. En aquest temps, a part de la seva tasca de recerca, va fer d'organitzador i sembrador d'idees, fundant i dirigint la primera revista argentina de matemàtiques: Mathematicae Notae.
Els treballs més notables de Beppo Levi van ser en geometria analítica i anàlisi algebraica, camp en el que va demostrar el teorema que porta el seu nom. Les seves recerques sobre el principi de Dirichlet també el van conduir a la descripció dels espais topològics que porten el seu nom. Però també va fer aportacions importants en altres camps de les matemàtiques com els fonaments (sobre tot en l'axioma d'elecció), la física matemàtica (sobre tot en la teoria quàntica) i altres camps.

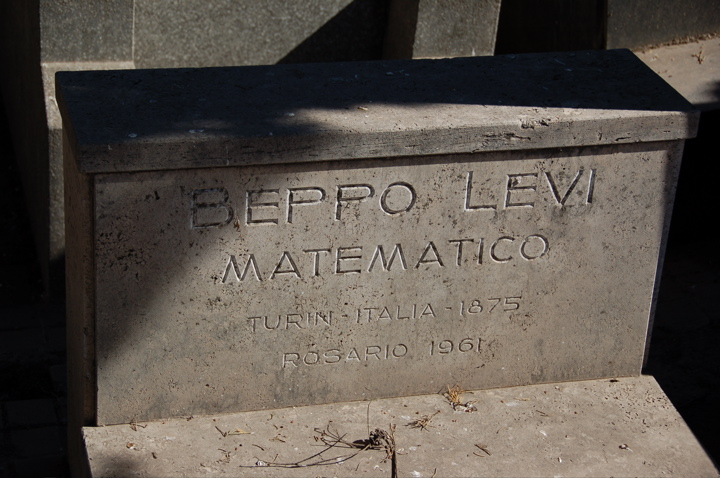
Tomba de Beppo Levi al cementiri jueu de Rosario